# باول غاردنر (صحفي رياضي)
باول غاردنر (بالإنجليزية: Paul Gardner)‏ هو صحفي رياضي بريطاني، ولد في 15 مايو 1930 في رامزغيت في المملكة المتحدة.